# Byrrhus nodulosus
Byrrhus nodulosus là một loài bọ cánh cứng trong họ Byrrhidae. Loài này được Champion mô tả khoa học năm 1923.